# Saint-Denis-d'Anjou
Saint-Denis-d'Anjou är en kommun i departementet Mayenne i regionen Pays de la Loire i nordvästra Frankrike. Kommunen ligger i kantonen Bierné som tillhör arrondissementet Château-Gontier. År 2022 hade Saint-Denis-d'Anjou 1 512 invånare.

## Befolkningsutveckling
Antalet invånare i kommunen Saint-Denis-d'Anjou
| Referens: INSEE |